# عاشق خوش‌شانس
عاشق خوش‌شانس (انگلیسی: Lucky Romance; کره‌ای: 운빨로맨스) یک مجموعهٔ تلویزیونی کره جنوبی سال ۲۰۱۶ بر پایهٔ وب‌تونی با همین نام منتشر شده در ناور در سال ۲۰۱۴ است. در این مجموعه هوانگ جونگ-ایوم و ریو جون-یول بازی کردند.
این مجموعه از ۲۵ مه تا ۱۴ ژوئیه ۲۰۱۶، روزهای چهارشنبه و پنجشنبه ساعت ۲۲:۰۰ (کی‌اس‌تی) از ام‌بی‌سی برای ۱۶ قسمت پخش شد.